# Radamesz
A Radamesz férfinév eredete ismeretlen,  Verdi Aida című operájában szereplő egyiptomi hadvezér neve.

## Gyakorisága
Az 1990-es években szórványos név, a 2000-es években nem szerepel a 100 leggyakoribb férfinév között.

## Névnapok
- április 10.[2]